# El Peñón
El Peñón é uma cidade da República Dominicana pertencente à província de Barahona.
Sua população estimada em 2012 era de 4 339 habitantes.